# فورمولا 1

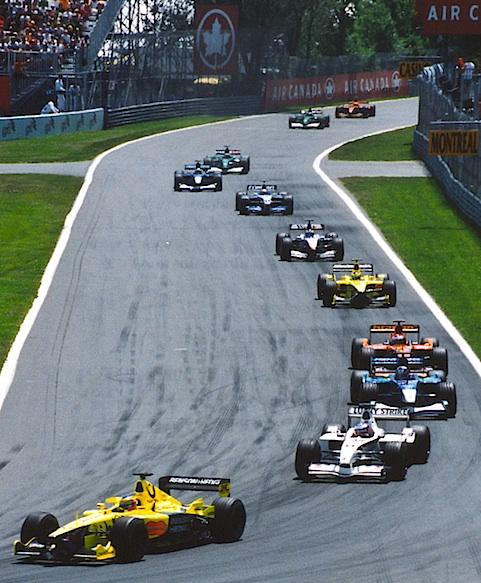
سباق فورمولا واحد

الفورمولا واحد أو الفورمولا وان  أو الفِئَةُ الأُولَى (Formula One)،هي اصعب رياضة في العالم، ويعرف أيضاً باسم سباق الجائزة الكبرى، هو أعلى صنف من سباقات الفورمولا ذات المقعد الفردي والعجلات المفتوحة. يتألف موسم الفورمولا الواحد من سلسلة من السباقات تعرف بالجوائز الكبرى (Grand Prix) تؤدى على حلبات خاصة معدة لهذا السباق، ونادراً ما يؤدى السباق في الطرق العادية خارج المضمار. تجمع نتائج كل سباق من سباقات الجوائز الكبرى في الموسم، ومن ثم تتحدد سنوياً جائزتان سنويتان، واحدة منهما للسائقين والأخرى لمصنعي السيارات. في سباقات الفورمولا واحد قد تتخطىً سرعة السيارات المتسابقة سرعة 320 كلم/ساعة (200 ميل في الساعة).
وتصل دورات المحرك الى 22000 الف دورة في الدقيقة
تعتبر أوروبا المركز التقليدي لهذا السباق، وهي المروجة الأولى له. رغم ذلك، بدأت منذ عام 1999 ظهور حلبات في البحرين، والصين، وماليزيا، وتركيا، مما جعل اللعبة أكثر شعبية على مستوى عالمي. وباعتبارها أكثر الرياضات كلفة، عوائدها الاقتصادية كبيرة.
يشرف الاتحاد الدولي للسيارات على هذه الرياضة، وفي عام 2017 استحوذت شركة ليبرتي ميديا بإدارة جون س. مالون على الشركة المالكة للسباق.

## تاريخ نشأة المسابقة

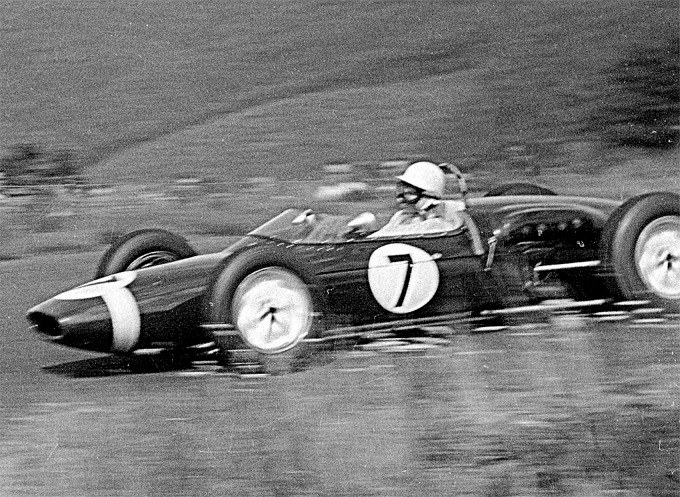
سيارة لوتس 18 على حلبة نوربورغرينغ عام 1961

بعد النجاح والشعبية الكبيرة التي حظيت بها سباقات سيارات الجائزة الكبرى الأوروبية في العقدين الثاني والثالث من الثلاثينيات، بدأ التفكير في إقامة بطولة عالمية، لكن المشروع توقف بسبب الحرب العالمية الثانية.
وبعد انتهاء الحرب وتحديداً عام 1947 قرر الاتحاد الدولي للسيارات إقامة بطولة عالمية وبدأ التخطيط والاستعداد لها، إلى أن انطلقت أولى سباقات الفورمولا واحد في 10 أبريل سنة 1950 بمدينة باو.

### التسلسل الزمني للمسابقة
- 1950 إقامة أول سباق فورمولا وان على حلبة سيلفرستون في بريطانيا، وفاز به الإيطالي نينو فارينا، وفاز أيضا بلقب أول بطولة للسائقين مع فريق ألفا روميو.
- 1951 – 1957 سيطر السائق الأرجنتيني خوان فانجيو على ألقاب السائقين بمنافسة من الإيطالي ألبرتو أسكاري.
- 1958 بداية سيطرة الشركات والسائقين البريطانيين.
- 1958 لقب أول بطولة للصانعين من نصيب الشركة البريطانية فانوال.
- 1958 المغرب تستضيف سباق فورمولا وان لأول مرة في في افريقيا و العالم العربي على حلبة عين دياب ويفوز بالسباق البريطاني ستيرلينغ موس سائق فانوال.
- 1960 – 1970 سيطر الصانعون البريطانيون على البطولة مثل كوبر وبي آر ام ولوتس مع منافسة من فيراري.
- 1962 أحدثت شركة لوتس البريطانية تطور كبير في تصميم السيارات بعد مشاركتها بسيارة هيكلها من قطعة واحدة، مصنوع من الألمونيوم المقاوم للصدمات.
- 1968 قامت لوتس بطلاء سيارتها برسوم للإعلان عن أحد أصناف السجائر ليدخل لأول مرة نظام الراعي الرسمي في الفورمولا وان.
- 1968 دخول نظام الأجنحة في السيارات لزيادة سرعتها وتقليل مقاومة الهواء.
- 1969 إلغاء نظام الأجنحة لكثرة الحوادث التي تسبب بها فقدان السيارة للجناح وسط السباقات.
- 1970 – 1980 سيطر الصانعون البريطانيون لوتس و مكلارين وويليامز مع منافسة أيضاً من فيراري.
- 1974 تأسيس اتحاد الصانعين في رياضة الفورمولا وان للحفاظ على حقوقهم.
- 1977 إدخال نظام التربو (Turbo) إلى بعض السيارات.
- 1978 قامت لوتس بتصميم نظام التأثير الأرضي الذي جعل السيارات تلتصق لأقصى درجة بالأرض
- 1979 تأسيس الاتحاد الدولي للسيارات الفيا (FIA).
- 1981 أول اتفاقية كونكورد بين اتحاد الصانعين والفيا (FIA) بعد تصاعد الخلافات بينها على أرباح البث التلفزيوني مما أدى إلى إلغاء عدد من السباقات، وشهدت الاتفاقية إعطاء الفرق نسبة محددة من ارباح البطولة.
- 1983 إلغاء استعمال نظام التأثير الأرضي لإضعافه قدرة التحكم في السيارات.
- 1983 انتشار نظام التربو (Turbo) في معظم سيارات الفورمولا وان.
- 1988 – 1993 منافسة قوية بين البرازيلي ايرتون سينا والفرنسي الآن بروست سائقي مكلارين على لقب السائقين، التي انتهت عام 1993 باعتزال بروست.
- 1994 وفاة البرازيلي إرتون سينا بعد حادث مروع في سباق سان مارينو.
- 1997 عقدت اتفاقية كونكورد جديدة مدتها عشر سنوات تنظم عملية توزيع الأرباح وتعديل قوانين المسابقة.
- 1990 – 1998 سيطر ت الفرق البريطانية ويليامز ومكلارين على لقب الصانعين.
- 1998 – 2000 تنافس الألماني مايكل شوماخر والفنلندي ميكا هاكينن على ألقاب السائقين.
- 2000 – 2004 سيطرت فيراري وسائقها الألماني مايكل شوماخر على كل ألقاب الفورمولا وان محطمين كل الأرقام القياسية.
- 2004 دخول حلبة البحرين الدولية على قائمة سباقات فورمولا واحد وتنظيم أول جائزة كبرى في الصخير جنوب العاصمة
- 2005 حصلت رينو على أول لقب صانعين لها، وفاز سائقها الإسباني فرناندو ألونسو (24 عاماً) أصغر سائق في تاريخ الفورمولا وان بلقب السائقين.
- 2006 رينو وألونسو أبطالاً مرة أخرى، والألماني مايكل شوماخر بطل العالم سبع مرات يعلن اعتزاله الفورمولا وان.
- 2007 بعد موسم من أكثر المواسم إثارة في تاريخ الفورمولا وان، الفنلندي كيمي رايكونن سائق فيراري يحرز لقب الصانعين في السباق الأخير من الموسم، بعد منافسة شديدة من الوافد الجديد، البريطاني لويس هاميلتون سائق ماكلارين. وشهد الموسم فضيحة تجسس على فريق فيراري من قبل ماكلارين، عوقب الأخير على إثرها بغرامة 100 مليون دولار وتجريده من نقاط بطولة الصانعين.
- 2008 تم أول سباق ليلي في تاريخ الفورملا 1 في سنغافورة من خلال حلبة شوارع، وقد فاز بالسباق سائق رينو الإسباني فرناندو ألونسو وشهد الموسم فوز البريطاني لويس هاميلتون ببطولة العالم للسائقين وبذلك يكون اصغر بطل في تاريخ الفورملا1 وأول سائق اسمر يحرز البطولة وقد حسم اللقب في آخر منعطف في اللفه الأخيرة من السباق.
- 2009 إضافة سباق جائزة أبو ظبي الكبرى على حلبة ياس مارينا الجديدة، وفاز ببطولة العالم السائق البريطاني جنسن باتون، مع فريقه بروان جي بي الذي حقق بطولة الصانعين في أول موسم للفريق في البطولة.
- 2010 شهد أيضا إضافة جائزة كوريا الكبرى على حلبة كوريا الدولية في يونغنام. وفاز ببطولة العالم السائق الألماني سيباستيان فيتل.
- 2011 شهد إضافة جائزة الهند الكبرى على حلبة بوداه الدولية. بالإضافة إلى تطبيق قانون الجناح الخلفي المزدوج. وفاز ببطولة العالم السائق الألماني سيباستيان فيتل.
- 2021 اول سباق يقام في حلبة جدة في السعودية

## قواعد وقوانين
يجب أن تتوافق السيارات المشاركة في بطولة الجائزة الكبرى للفورمولا1 مع قوانين ولوائح مشددة ومن ذلك انه يجب ألا يزيد الارتفاع الكلى للسيارة عن 95 سم، والعرض عن 180 سم، و ارتفع وزن سيارات الفورمولا واحد بمقدار 200 كيلوغرام تقريباً في العقدين الأخيرين، حيث بات الوزن الأدنى في 2023: 798 كيلوغراماً للسيارة دون وزن السائق، ويجب أن يكون بالسيارة مقعد واحد للسائق فقط ولا يسمح أبدا بتركيب سقف للسيارة. وحرصاً على سلامة السائقين فأنه يشترط دوماً أن يكون مكان السائق عريضاً بما فيه الكفاية بحيث يسمح للسائق بمغادرة مقعده عند الطوارئ خلال فترة لا تتجاوز 5 ثوان فقط. ولا يسمح أبدا باستخدام محركات توربو أو تلك التي تعمل بشاحن من أي نوع كان. ولا يسمح أيضا بتركيب ناقل حركة أوتوماتيكي بالكامل. ويشترط ان تعمل السيارة بالدفع الخلفي فقط.
وتحدد الأنظمة مقاس الأدوات المساعدة على الانسيابية (الآيروديناميكس) مثل الأجنحة الأمامية والخلفية وتحدد أماكنها وأحجامها أيضا بالإضافة إلى أن هناك عدة لوائح تختص بالسلامة ولا يسمح لأي سيارة بدخول السباق ما لم توفي بكل الشروط.
- تطبق الفورمولا 1 نظاما جديدا للنقاط بدءا من موسم 2010 يعطي أفضلية للفائز بالسباق ويفتح باب التنافس بين السائقين.

| المركز      | 1  | 2  | 3  | 4  | 5  | 6 | 7 | 8 | 9 | 10 | +أسرع لفة |
| ----------- | -- | -- | -- | -- | -- | - | - | - | - | -- | --------- |
| نقاط السباق | 25 | 18 | 15 | 12 | 10 | 8 | 6 | 4 | 2 | 1  | 1         |
| نقاط القصير | 8  | 7  | 6  | 5  | 4  | 3 | 2 | 1 |   |    |           |

### رايات السباق المستعملة
- الراية البيضاء: تبلغ السائقين أن هناك سيارة بطيئة جداً على الحلبة وعليهم بالتالي توخي الحذر.
- الراية ذات المربعات البيضاء والسوداء: تشير إلى نهاية السباق.
- الراية البيضاء والسوداء: يتم رفعها مع رقم السيارة لتحذر السائق من أن سلوكه غير رياضي وقد يواجه عقوبة إن استمر بذلك.
- الراية الصفراء: تشير إلى وجود حالة غير طبيعية أو خطرة على الحلبة أو في جوانبها. وعند ظهور هذه الراية يجب على السائقين تخفيف سرعتهم ولا يسمح لهم بالتجاوز حتى زوال المانع.
- الراية الصفراء والحمراء: تحذر السائقين بأن الحلبة زلقة جداً بسبب تسرب للزيت من أحد المحركات أو بسبب الأمطار الغزيرة.
- الراية الزرقاء: تبلغ السائق أن سيارة مسرعة تقترب منه وتكاد تتخطاه وعليه في هذه الحالة أن يسمح لها بالمرور.
- الراية السوداء: ترفع مع رقم السيارة لتبلغ سائقها أن عليه دخول المرآب فوراً وأن عقوبة وقعت عليه.
- الراية الخضراء: تشير إلى نهاية الخطر من الحلبة وترفع عادة بعد الانتهاء من التعامل مع حادث ما.
- الراية الحمراء: عند مشاهدة هذه الراية فعلى جميع السيارات التوقف فوراً والدخول إلى المرآب أو أي مكان آخر مخصص لوقوف السيارات.
- الراية السوداء مع دائرة برتقالية: ترفع مع رقم السيارة لتبلغ السائق من أن مشكلة فنية لحقت بسيارته وان عليه دخول المرآب لإصلاح العطل.

## سجل الأبطال

### حسب الموسم
| الموسم  | عدد السباقات | لقب السائقين (الفريق)                    | لقب الصانعين         |
| ------- | ------------ | ---------------------------------------- | -------------------- |
| 1950    | 7            | جوزيبي فارينا (ألفا روميو)               | لم تمنح              |
| 1951    | 8            | خوان مانويل فانجيو (ألفا روميو)          | لم تمنح              |
| 1952    | 8            | البرتو اسكاري (فريق فيراري)              | لم تمنح              |
| 1953    | 9            | البرتو اسكاري (فريق فيراري)              | لم تمنح              |
| 1954    | 9            | خوان مانويل فانجيو (مازيراتي/مرسيدس-بنز) | لم تمنح              |
| 1955    | 7            | خوان مانويل فانجيو (مرسيدس-بنز)          | لم تمنح              |
| 1956    | 8            | خوان مانويل فانجيو (فريق فيراري)         | لم تمنح              |
| 1957    | 8            | خوان مانويل فانجيو (مازيراتي)            | لم تمنح              |
| 1958    | 11           | مايك هاوثورن (فريق فيراري)               | فانوال               |
| 1959    | 9            | جاك برابهام (كوبر)                       | كوبر-كوفنتري         |
| 1960    | 10           | جاك برابهام (كوبر)                       | كوبر-كوفنتري         |
| 1961    | 8            | فيل هيل (فريق فيراري)                    | فريق فيراري          |
| 1962    | 9            | غراهام هيل (BRM)                         | BRM                  |
| 1963    | 10           | جيم كلارك (لوتس)                         | لوتس-كوفنتري         |
| 1964    | 10           | جون سورتيس (فريق فيراري)                 | فريق فيراري          |
| 1965    | 10           | جيم كلارك (لوتس)                         | لوتس-كوفنتري         |
| 1966    | 9            | جاك برابهام (برابهام)                    | برابهام-ريبكو        |
| 1967    | 11           | ديني هولم (برابهام)                      | برابهام-ريبكو        |
| 1968    | 12           | غراهام هيل (لوتس)                        | لوتس-فورد            |
| 1969    | 11           | جاكي ستيورات (ماترا)                     | ماترا-فورد           |
| 1970    | 13           | يوخن ريندت (لوتس)                        | لوتس-فورد            |
| 1971    | 11           | جاكي ستيورات (تيريل)                     | تيريل-فورد           |
| 1972    | 12           | إيمرسون فيتيبالدي (لوتس)                 | لوتس-فورد            |
| 1973    | 15           | جاكي ستيورات (تيريل)                     | لوتس-فورد            |
| 1974    | 15           | إيمرسون فيتيبالدي (ماكلارين)             | ماكلارين-فورد        |
| 1975    | 14           | نيكي لاودا (فريق فيراري)                 | فريق فيراري          |
| 1976    | 16           | جيمس هانت (ماكلارين)                     | فريق فيراري          |
| 1977    | 17           | نيكي لاودا (فريق فيراري)                 | فريق فيراري          |
| 1978    | 16           | ماريو أندريتي (لوتس)                     | لوتس-فورد            |
| 1979    | 15           | جودي شيكتر (فريق فيراري)                 | فريق فيراري          |
| 1980    | 14           | آلان جونز (ويليامز إف ون)                | ويليامز إف ون-فورد   |
| 1981    | 15           | نيلسون بيكيه (برابهام)                   | ويليامز إف ون-فورد   |
| 1982    | 16           | كيكي روزبرغ (ويليامز إف ون)              | فريق فيراري          |
| 1983    | 15           | نيلسون بيكيه (برابهام)                   | فريق فيراري          |
| 1984    | 16           | نيكي لاودا (ماكلارين)                    | ماكلارين-TAG         |
| 1985    | 16           | ألن بروست (ماكلارين)                     | ماكلارين-TAG         |
| 1986    | 16           | ألن بروست (ماكلارين)                     | ويليامز إف ون-هوندا  |
| 1987    | 16           | نيلسون بيكيه (ويليامز إف ون)             | ويليامز إف ون-هوندا  |
| 1988    | 16           | آيرتون سينا (ماكلارين)                   | ماكلارين-هوندا       |
| 1989    | 16           | ألن بروست (ماكلارين)                     | ماكلارين-هوندا       |
| 1990    | 16           | آيرتون سينا (ماكلارين)                   | ماكلارين-هوندا       |
| 1991    | 16           | آيرتون سينا (ماكلارين)                   | ماكلارين-هوندا       |
| 1992    | 16           | نايجل مانسيل (ويليامز إف ون)             | ويليامز إف ون-رينو   |
| 1993    | 16           | ألن بروست (ويليامز إف ون)                | ويليامز إف ون-رينو   |
| 1994    | 16           | مايكل شوماخر (بينيتون فورمولا)           | ويليامز إف ون-رينو   |
| 1995    | 17           | مايكل شوماخر (بينيتون فورمولا)           | بينيتون فورمولا-رينو |
| 1996    | 16           | دامون هيل (ويليامز إف ون)                | ويليامز إف ون-رينو   |
| 1997    | 17           | جاك فيلنوف (ويليامز إف ون)               | ويليامز إف ون-رينو   |
| 1998    | 16           | ميكا هاكينن (ماكلارين)                   | ماكلارين-مرسيدس      |
| 1999    | 16           | ميكا هاكينن (ماكلارين)                   | فريق فيراري          |
| 2000    | 17           | مايكل شوماخر (فريق فيراري)               | فريق فيراري          |
| 2001    | 17           | مايكل شوماخر (فريق فيراري)               | فريق فيراري          |
| 2002    | 17           | مايكل شوماخر (فريق فيراري)               | فريق فيراري          |
| 2003    | 16           | مايكل شوماخر (فريق فيراري)               | فريق فيراري          |
| 2004    | 18           | مايكل شوماخر (فريق فيراري)               | فريق فيراري          |
| 2005    | 19           | فرناندو ألونسو (رينو)                    | رينو                 |
| 2006    | 18           | فرناندو ألونسو (رينو)                    | رينو                 |
| 2007    | 17           | كيمي رايكونن (فريق فيراري)               | فريق فيراري          |
| 2008    | 18           | لويس هاملتون (ماكلارين)                  | فريق فيراري          |
| 2009    | 17           | جنسن باتون (براون)                       | براون-مرسيدس         |
| 2010    | 19           | سباستيان فيتل (فريق ريد بول)             | فريق ريد بول-رينو    |
| 2011    | 19           | سباستيان فيتل (فريق ريد بول)             | فريق ريد بول-رينو    |
| 2012    | 20           | سباستيان فيتل (فريق ريد بول)             | فريق ريد بول-رينو    |
| 2013    | 19           | سباستيان فيتل (فريق ريد بول)             | فريق ريد بول-رينو    |
| 2014    | 19           | لويس هاملتون (مرسيدس)                    | مرسيدس               |
| 2015    | 19           | لويس هاملتون (مرسيدس)                    | مرسيدس               |
| 2016    | 21           | نيكو روسبيرغ (مرسيدس)                    | مرسيدس               |
| 2017    | 20           | لويس هاملتون (مرسيدس)                    | مرسيدس               |
| 2018    | 21           | لويس هاملتون (مرسيدس)                    | مرسيدس               |
| 2019    | 21           | لويس هاملتون (مرسيدس)                    | مرسيدس               |
| 2020    | 21           | لويس هاملتون (مرسيدس)                    | مرسيدس               |
| 2021    | 22           | ماكس فيرستابين (ريد بل-هوندا)            | مرسيدس               |
| 2022    | 22           | ماكس فيرستابين (ريد بل)                  | ريد بل               |
| 2023    | 22           | ماكس فيرستابين (ريد بل)                  | ريد بل               |
| 2024    | 24           | ماكس فيرستابين (ريد بل)                  | ماكلارين-مرسيدس      |
| المصدر: |              |                                          |                      |

### حسب السائقين

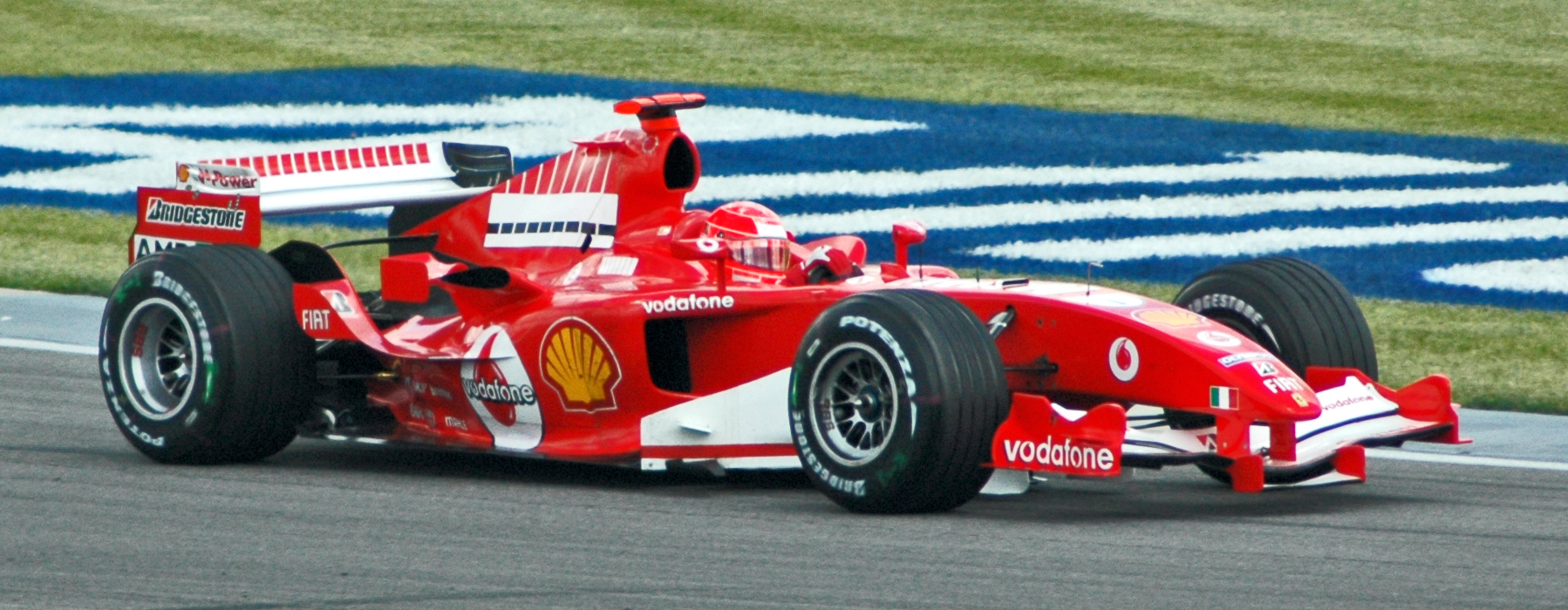
مايكل شوماخر فاز ببطولة العالم للسائقين سبع مرات، مرتين مع بينيتون وخمس مرات مع فيراري.

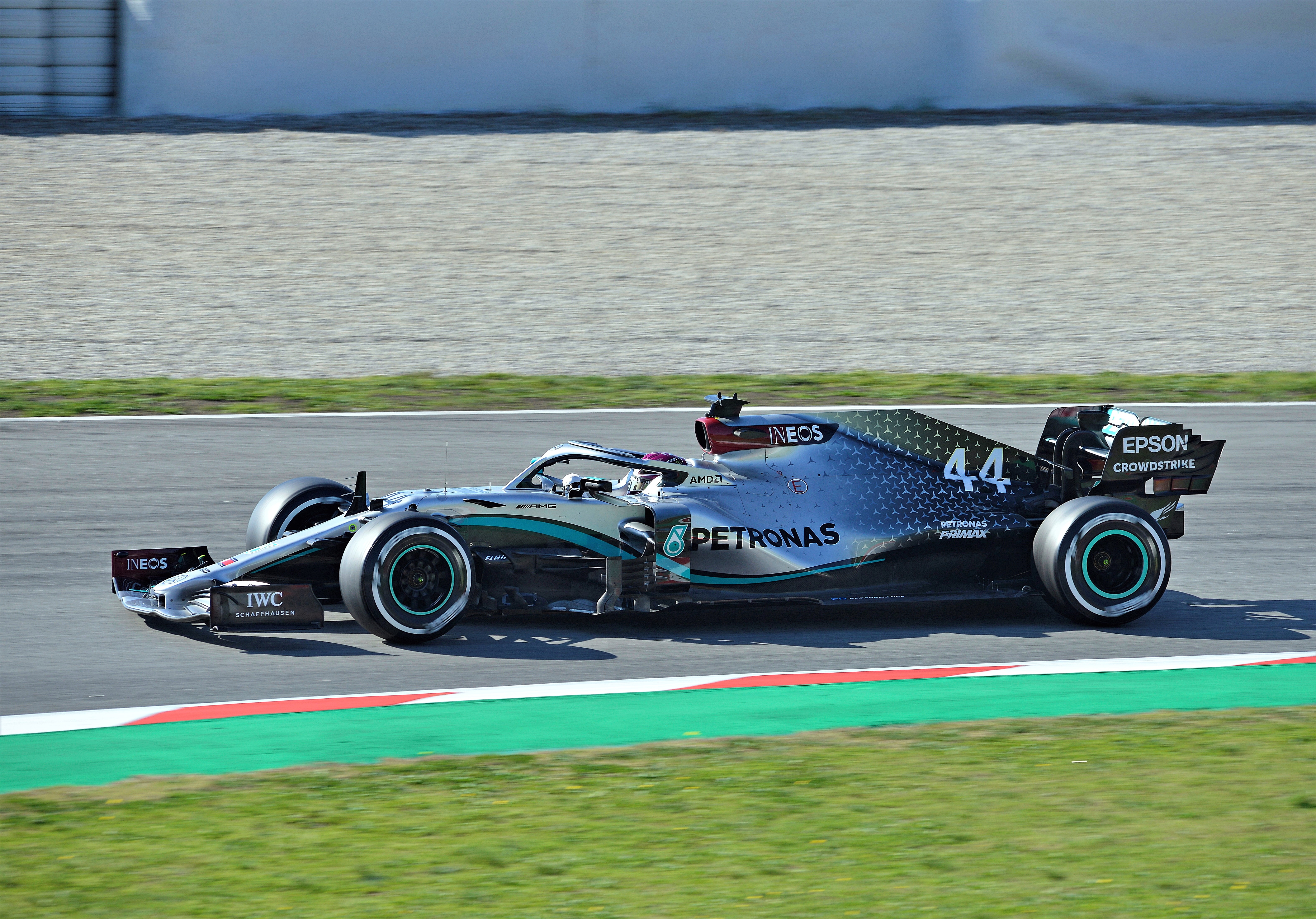
عادل لويس هاملتون الرقم القياسي لشوماخر في عام 2020 ، حيث فاز بلقب واحد مع ماكلارين وستة مع مرسيدس.

| السائق             | الألقاب | المواسم                                  |
| ------------------ | ------- | ---------------------------------------- |
| مايكل شوماخر       | 7       | 1994, 1995, 2000, 2001, 2002, 2003, 2004 |
| لويس هاملتون       | 7       | 2008, 2014, 2015, 2017, 2018, 2019, 2020 |
| خوان مانويل فانجيو | 5       | 1951, 1954, 1955, 1956, 1957             |
| ألن بروست          | 4       | 1985, 1986, 1989, 1993                   |
| سباستيان فيتل      | 4       | 2010, 2011, 2012, 2013                   |
| ماكس فيرستابين     | 4       | 2021, 2022, 2023, 2024                   |
| جاك برابهام        | 3       | 1959, 1960, 1966                         |
| جاكي ستيورات       | 3       | 1969, 1971, 1973                         |
| نيكي لاودا         | 3       | 1975, 1977, 1984                         |
| نيلسون بيكيه       | 3       | 1981, 1983, 1987                         |
| آيرتون سينا        | 3       | 1988, 1990, 1991                         |
| البرتو اسكاري      | 2       | 1952, 1953                               |
| غراهام هيل         | 2       | 1962, 1968                               |
| جيم كلارك          | 2       | 1963, 1965                               |
| إيمرسون فيتيبالدي  | 2       | 1972, 1974                               |
| ميكا هاكينن        | 2       | 1998, 1999                               |
| فرناندو ألونسو     | 2       | 2005, 2006                               |
| جوزيبي فارينا      | 1       | 1950                                     |
| مايك هاوثورن       | 1       | 1958                                     |
| فيل هيل            | 1       | 1961                                     |
| جون سورتيس         | 1       | 1964                                     |
| ديني هولم          | 1       | 1967                                     |
| يوخن ريندت         | 1       | 1970                                     |
| جيمس هانت          | 1       | 1976                                     |
| ماريو أندريتي      | 1       | 1978                                     |
| جودي شيكتر         | 1       | 1979                                     |
| آلان جونز          | 1       | 1980                                     |
| كيكي روزبرغ        | 1       | 1982                                     |
| نايجل مانسيل       | 1       | 1992                                     |
| دامون هيل          | 1       | 1996                                     |
| جاك فيلنوف         | 1       | 1997                                     |
| كيمي رايكونن       | 1       | 2007                                     |
| جنسن باتون         | 1       | 2009                                     |
| نيكو روسبيرغ       | 1       | 2016                                     |

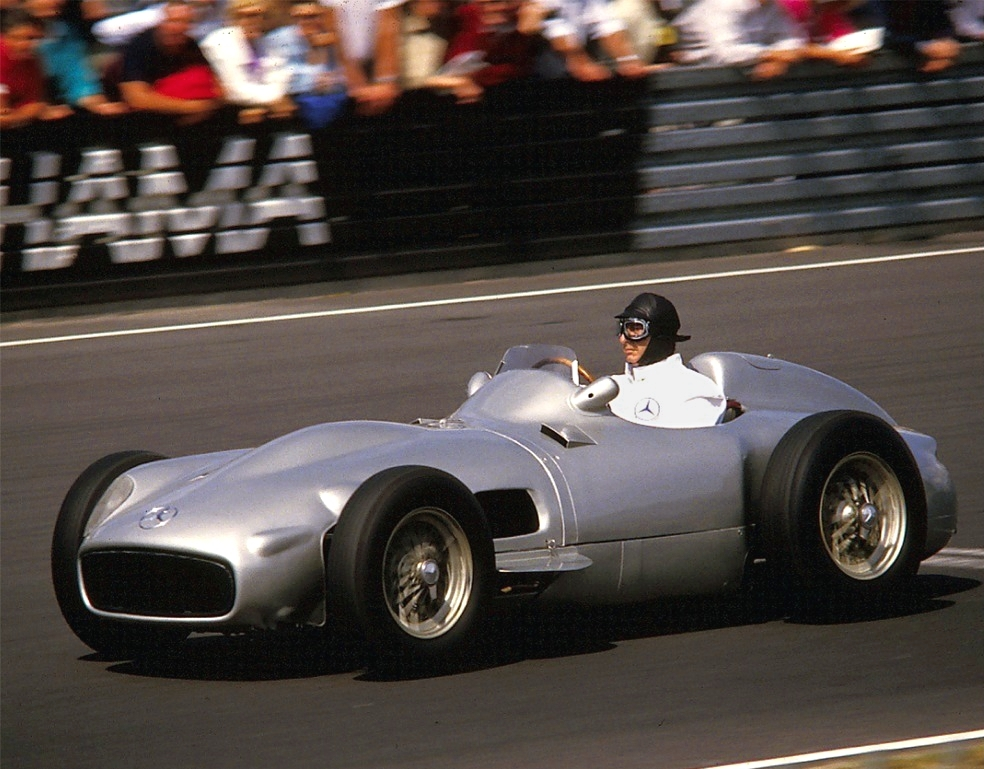
فاز خوان مانويل فانجيو ببطولة العالم للسائقين خمس مرات مع ألفا روميو ومازيراتي ومرسيدس وفيراري. وكان يحمل الرقم القياسي من عام 1955 حتى عام 2003.

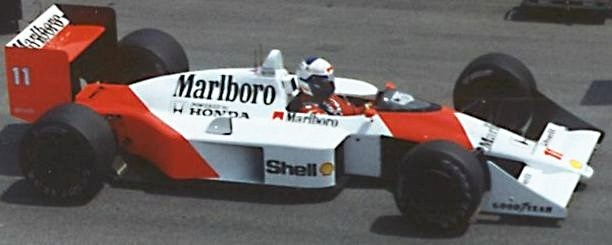
حصل ألن بروست على أربعة ألقاب، ثلاثة لماكلارين وواحد لوليامز. كما اقترب من الفوز بلقب مع رينو وفيراري.

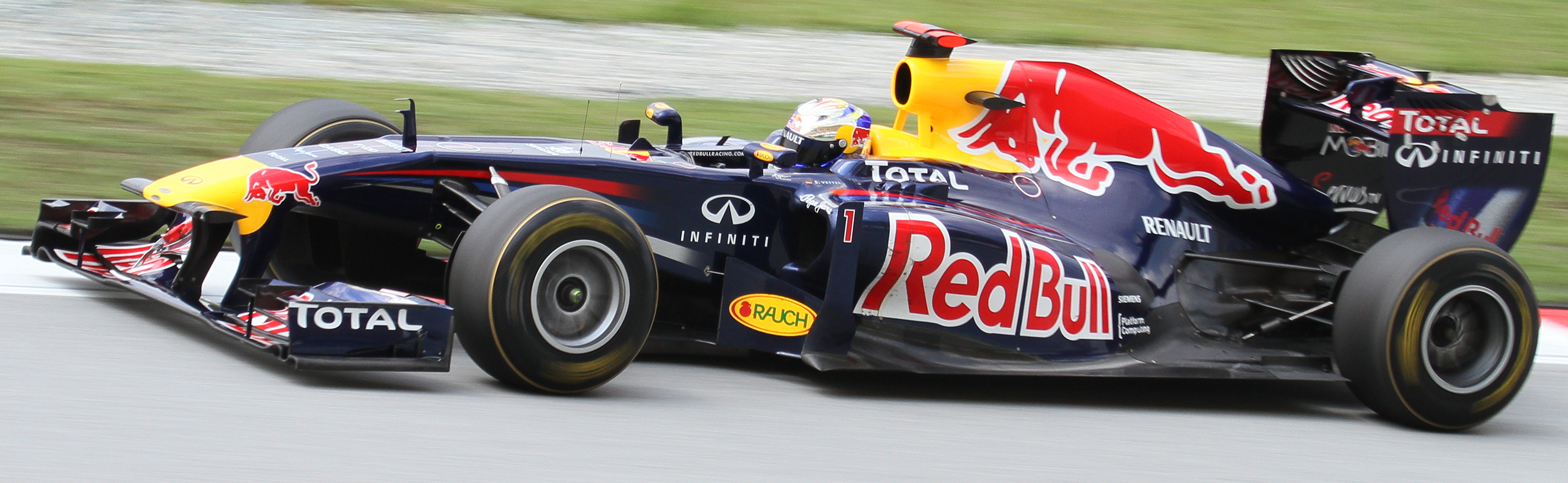
يمتلك سباستيان فيتل حاليًا ثلاثة ألقاب، فاز بها جميعًا على التوالي مع فريق ريد بول.

- الخط الغليظ يدل على مشاركة السائق في 2025.

## إحصاءات
الحد الأقصى لعدد الفرق المشاركة في بطولة العالم للفورمولا 1 هو 13 فريقا ولكل فريق سيارتان أي مجموع السيارات المشاركة 26 فقط، ويقوم بخدمة كل فريق من هذه الفرق طاقم يتألف من 300 - 600 شخص منهم حوالي 60 يعملون في حلبة السباق كما أن منظمي السباق والممولين والصحفيين وكل من لهم صلة بالسباق يتواجدون في كل جولة من جولات الجائزة الكبرى وهو ما يرفع عدد الأشخاص المتواجدين في حلبة السباق إلى نحو 2000 شخص بالإضافة إلى نحو 100 ألف مشاهد. ويتم نقل فعاليات البطولة إلى 200 دولة حول العالم ويتابعها الملايين حول العالم.
سعة المحرك 2400 CC مع ثمان اسطوانات على شكل (V). وتم تعديل القوانين لتصبح سعة المحرك 1600 سى سى مع 6 إسطوانات ووحدة طاقة وشاحن توربينى ( بداية عصر الهايبرد @Hybrid) لتنتج قوة توازى ( 900-1000 ) قدرة حصانية.

### السائقون
الفوز بالبطولات
1. الألماني مايكل شوماخر – 7 (1994 – 1995 – 2000 – 2001 – 2002 – 2003 – 2004)
2. البريطاني لويس هاميلتون 7 ( 2008 - 2014 -2015 - 2017 - 2018 - 2019 -2020)
3. الأرجنتيني خوان فانجيو – 5 (1951 – 1954 – 1955 – 1956 – 1957)
4. الفرنسي آلان بروست – 4 (1985 – 1986 – 1989 – 1993)
5. الألماني سيباستيان فيتل -4 (2010 - 2011 - 2012 - 2013)
6. الهولندي ماكس فيرستابين - 4 (2021 – 2022 - 2023 - 2024)
7. البريطاني جاك برابهام – 3 (1959 – 1960 – 1966)
8. البريطاني جاكي ستيوارت – 3 (1969 – 1971 – 1973)
9. البرازيلي نيلسون بيكيه – 3 (1981 – 1983 – 1987)
10. النمساوي نيكي لاودا – 3 (1975 – 1977 – 1984)
11. البرازيلي أرتون سينا - 3 (1988 – 1991 – 1991)

الانتصارات
1. البريطاني لويس هاملتون _ 103
2. الألماني مايكل شوماخر – 91
3. الهولندي ماكس فيرستابين - 62
4. الفرنسي آلان بروست – 51
5. البرازيلي أرتون سينا – 41

أكبر عدد من الانتصارات المتتالية
1. الهولندي ماكس فيرستابين - 10 - 2023
2. الإيطالي البرتو اسكاري – 7 – 1952/1953
3. الألماني مايكل شوماخر – 7 – 2004
4. الألماني مايكل شوماخر – 6 – 2000/2001
5. البريطاني نايجل مانسيل – 5 – 1992
6. الألماني مايكل شوماخر – 5 – 2004

منصات التتويج
1. البريطاني لويس هاملتون _ 191
2. الألماني مايكل شوماخر – 155
3. الألماني سباستيان فيتل - 122
4. الفرنسي آلان بروست – 106

الانطلاق من المركز الأول
1. البريطاني لويس هاميلتون - 103
2. الألماني مايكل شوماخر – 68
3. البرازيلي أرتون سينا - 65
4. الألماني سباستيان فيتل - 57

المشاركة في السباقات
1. الإسباني فرناندو ألونسو – 358
2. الفنلندي كيمي رايكونن _ 353
3. البرازيلي روبنز باركيلو – 326

أصغر فائز بالبطولة
- الألماني سباستيان فيتل جائزة أبو ظبي الكبرى 2010 - 23 عاما و164 يوما [6]

أكبر فائز بسباق
- الإيطالي لويجي فاجيولي – جائزة فرنسا الكبرى 1951 – 53 عاماً و22 يوماً

### الصانعون

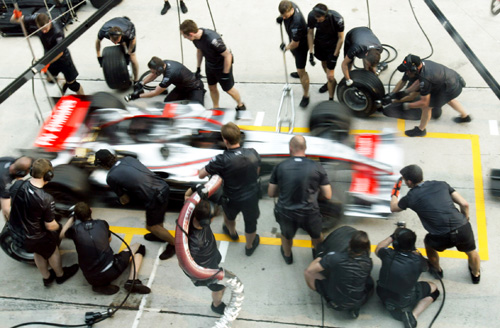
وقفة الصيانة لفريق ماكلارين خلال السباق الماليزي 2006

الفوز بالبطولات
1. فيراري – 16 بطولة
2. فريق ويليامز – 9
3. فريق ماكلارين – 8

المشاركة في السباقات
1. فيراري – 1034
2. فريق ماكلارين – 906
3. فريق ويليامز – 762

الانتصارات في السباقات
1. فيراري – 240
2. فريق ماكلارين – 183
3. فريق مرسيدس – 124

أسرع لفة
1. فيراري – 257
2. ماكلارين – 160
3. فريق ويليامز – 133

## الفرق المشاركة
يشارك حاليا عشر فرق في البطولة:
| إيطاليا         | فريق فيراري   |  |  |
| المملكة المتحدة | فريق ماكلارين |  |  |
| المانيا         | فريق مرسيدس   |  |  |
| النمسا          | فريق ريد بل   |  |  |
| المملكة المتحدة | فريق ويليامز  |  |  |
|                 |               |  |  |

| سويسرا           | فريق كيك ساوبر   |  |  |
| فرنسا            | فريق ألباين      |  |  |
| إيطاليا          | فريق أر بي       |  |  |
| الولايات المتحدة | فريق هاس اف ون   |  |  |
| المملكة المتحدة  | فريق آستون مارتن |  |  |
|                  |                  |  |  |